# 泰式奶茶

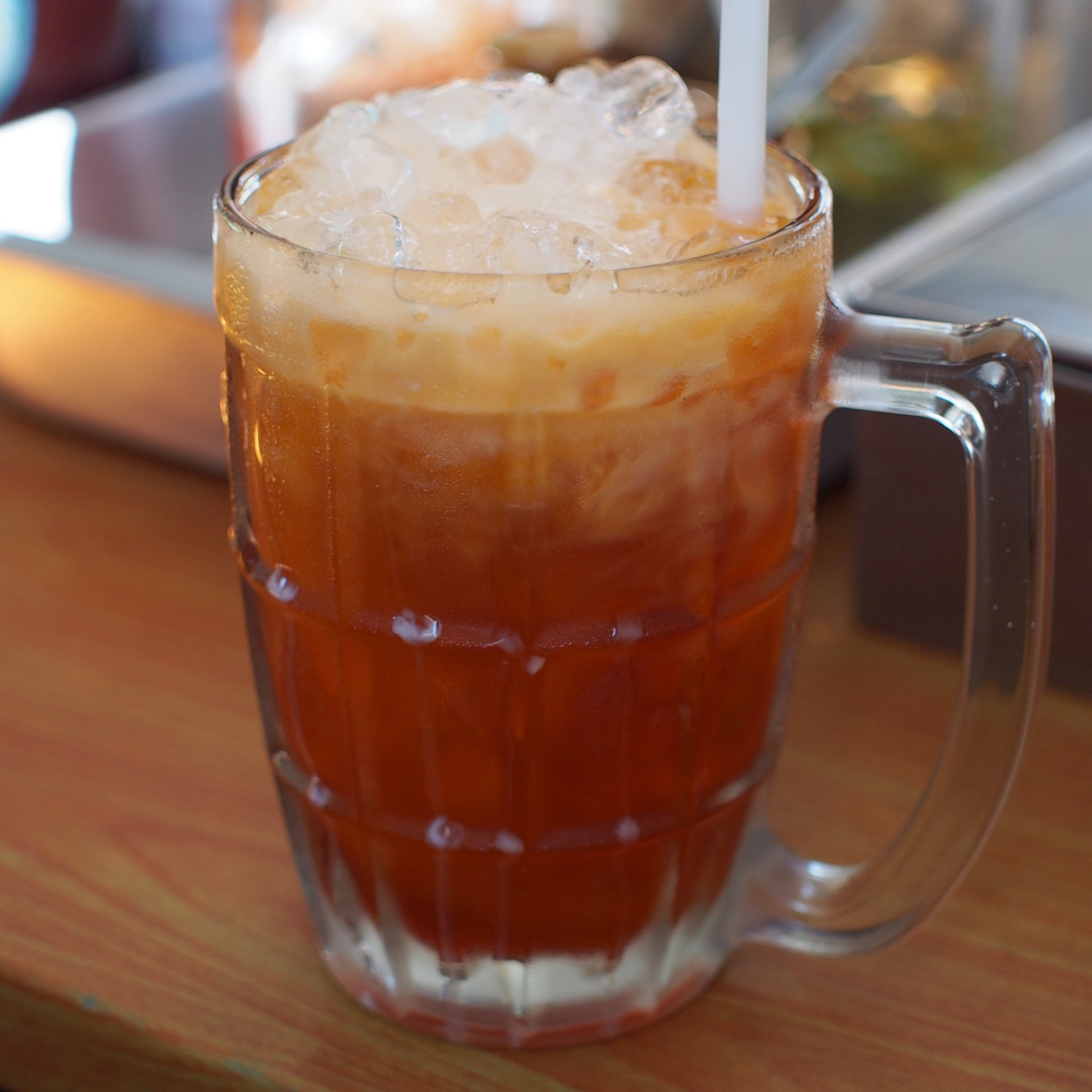
泰式奶茶

泰式奶茶在泰語中称为泰茶（泰語： 發音：[t͡ɕʰāː tʰāj]，皇家轉寫：cha thai）、中文简称为泰奶，是具泰国风格的奶茶，其茶叶是来自泰北茶树或是锡兰红茶，可作冷饮或热饮。泰式冻奶茶在泰语中称为冰茶（ cha yen）。
泰式奶茶在世界各地的泰国料理餐厅中普遍提供。
除了奶茶，泰国料理体系中传统的草药茶、乌龙茶亦称为泰茶。泰国乌龙茶中亦会加入姜、柠檬草和芹菜。

## 原料
制作泰式奶茶使用浓烈的锡兰红茶，或是泰北栽培的阿萨姆红茶（泰北方言中称为 bai miang，意为茶树），并加入食糖和炼乳，常冰镇饮用。
在饮用前亦可倒入淡奶、椰浆或全乳调味或调色，及加入碎冰降温。泰国餐厅中经常用高脚杯盛放奶茶，但泰国的街头和摊位出售的奶茶常常用塑料袋或塑料杯盛放。亦有小贩将之制作成奶昔。
亦可加入木薯珍珠，成为泰式珍珠奶茶。

## 品类

### 冻饮
- 冰黑茶（ชาดำเย็น, cha dam yen, [t͡ɕʰāː dām jēn]）：不加奶，仅加食糖，类似于传统印度茶饮的做法
- 柠檬茶（ชามะนาว, cha manao, [t͡ɕʰāː mā.nāːw]）：不加奶，加食糖和柠檬片，亦可加薄荷

### 热饮
泰国人习惯在早餐时饮用热奶茶，并搭配油条（泰语称白糖粿， pathongko）。
- 热茶（, cha ron, [t͡ɕʰāː rɔ́ːn]）
- 热黑茶（ชาดำร้อน, cha dam ron, [t͡ɕʰāː dām rɔ́ːn]）：不加奶，仅加食糖。